# 新潟県道432号静平西三川線
新潟県道432号静平西三川線（にいがたけんどう432ごう しずだいらにしみかわせん）は、新潟県佐渡市静平と同市西三川を結ぶ一般県道である。

## 概要
新潟県道65号両津真野赤泊線と国道350号をつなぐ道路。沿線には西三川砂金山に関係する遺跡がある。

### 路線データ
- 起点：新潟県佐渡市静平[1]
- 終点：新潟県佐渡市西三川[1]

## 路線状況

### 道路施設
- 深田橋[2]

### 交通量
| 区間                       | 調査地点     | 区間距離 (km) | 平成17年度 | 平成22年度 | 平成27年度 | 令和3年度 |
| -------------------------- | ------------ | ------------- | ---------- | ---------- | ---------- | --------- |
| 両津真野赤泊線 - 国道350号 | 佐渡市西三川 | 10.6          | 2,462      | 253        | 279        | 511       |

## 地理

### 通過する自治体
- 新潟県
  - 佐渡市

### 接続する道路
- 新潟県道65号両津真野赤泊線[1]
- 国道350号[1]

### 沿線
- 佐渡西三川ゴールドパーク